# نجم (اسم)
نجم هو اسم علم مذكر من أصل عربي، ومعناه هو الشيء اللامع في السماء ليلًا، جاء في القرآن : ﴿وَالنَّجْمِ إِذَا هَوَى ۝١﴾ [النجم:1] والنجم ما طلع من النبات على غير ساق، وقال ﴿وَالنَّجْمُ وَالشَّجَرُ يَسْجُدَانِ ۝٦﴾ [الرحمن:6].

## شخصيات تحمل الاسم
- نجم الدين أربكان (سياسي تركي، 29 أكتوبر 1926 – 27 فبراير 2011[3])
- نجم الدين الحمروني (سياسي من تونس، 25 أبريل 1965 – )
- نجم الدين الرازي (1177 – 1256)
- نجم الدين الكاتبي القزويني (1203 – 1277)
- نجم الدين الكبرى (1145[4] – 2 يوليو 1221)
- نجم الدين عمر النسفي (1067 – 1142)
- نجم الدين فرج أحمد (كاتب سير ذاتية عراقي، 7 يوليو 1956 – )
- نجم الدين كريم (1949 – )
- نجم الدين محمود الشيرازي (طبيب إيراني، – 1330)
- نجم والي (كاتب ألماني، 20 أكتوبر 1956 – )

## وصلات خارجية
- موسوعة السلطان قابوس لأسماء العرب